# Храм Вознесения Господня (Самуи)
Храм Вознесения Господня на острове Самуи (тайск. โบสถ์การเสด็จขึ้นสู่สวรรค์ที่เกาะสมุย) — приходской православный храм на острове Самуй в провинции Сураттхани в Таиланде. Принадлежит Таиландской епархии Русской православной церкви.

## История

### Основание прихода
28 марта 2009 года игумен Олег (Черепанин) посетил с пастырским визитом остров Самуи. Он провёл собрание паствы, которое приняло решение о создании на острове православного прихода в честь Вознесения Господня. Были избраны Приходской совет и ревизионная комиссия. Данный православный приход стал четвёртым, открывшимся в Таиланде.
13 августа 2009 года состоялось заседание комитета Фонда Православной Церкви в Таиланде, посвящённое вопросу развитии церковной жизни в приходе Вознесения Господня на острове Самуй. Было решено командировать после 20 августа того же года на о. Самуй иерея Даниила (Даная) Ванна и совместно с местными православными верующими выбрать и приобрести в церковную собственность оптимальное место, подходящее для строительства храма и дома для священнослужителя. Одновременно решено было начать процесс в местных органах власти получения на данную землю соответствующего статуса. Также по возможности было решено включить остров Самуй в программу празднования 10-летия Православия на земле Таиланда.
22 сентября 2009 года председатель Комитета Фонда Православной Церкви в Таиланде священник Даниил Ванна посетил Вознесенский приход на острове Самуй. Иерей Даниил рассмотрел совместно с местными православными верующими различные варианты предлагаемой к продаже земли на острове под строительство православного храма. По итогам встречи было принято решение купить в церковную собственность участок земли в районе Ламай размером 540 м². Иерей Даниил (Данай) Ванна также посетил отделение Земельного департамента на о. Самуй, где и зарегистрировал новую земельную собственность, а также подал необходимые документы для оформления соответствующего статуса за землёй.
30 апреля 2010 года иерей Данай (Даниил) Ванна посетил с рабочим визитом остров Самуй, встретился с руководством мэрии этого курортного острова, а также посетил земельный департамент. Была достигнута договоренность о посещении ответственными лицами администрации земельного участка, предназначенного под строительство храма, после чего решено было продолжить консультации. Необходимость согласований была вызвана тем, что практически вся территория острова являлась национальным заповедником, в связи с чем строительство высотных зданий на острове жёстко регламентировалось. К концу 2010 года был утверждён проект и подготовлена проектно-сметная документация для строительства Вознесенского храма на острове Самуй.

### Строительство
13 января 2011 года Комитет Фонда Православной Церкви в Таиланде принял решение начать строительство Вознесенского храма на о Самуи. Необходимая для постройки сумма денежных средств для выбранного прихожанами проекта составила, по заключению специалистов, 14 000 000 таиландских бат, что сделало этот храм самым дорогим по сравнению с ранее построенными в Таиланде православными храмами.
8 марта 2011 года председателю Фонда Православной Церкви в Таиланде иерею Данаю Ванна в земельном департаменте администрации острова Самуй было вручено Свидетельство о собственности на землю, в котором зафиксировано церковное владение участком земли под строительство Вознесенского храма. Таким образом, завершилась процедура оформления земельной собственности, длившееся более года.
3 августа 2011 года представитель Русской Православной Церкви в Таиланде архимандрит Олег (Черепанин) посетил с рабочим визитом Самуй, где ознакомился с ходом строительства Вознесенского храма и обсудил текущие вопросы с членами приходского совета и благотворителями. Было признано целесообразным обратиться с призывом о помощи на строительство храма не только к православным верующим, живущим на острове постоянно, но и к православным туристам, отдыхающим на Самуй.
В январе 2012 года рабочие приступили к завершающему этапу возведения железобетонного каркаса здания.
10 февраля 2012 года руководитель Управления Московской Патриархии по зарубежным учреждениям архиепископ Егорьевский Марк (Головков) и архимандрит Олег (Черепанин) совершили чин закладки храма.
К началу марта 2012 года были выполнены все цементно-бетонные работы (фундамент, несущие конструкции, перекрытия и стяжки, лестницы), частью проведены коммуникации. Комитет Фонда Православной Церкви в Таиланде принял решение профинансировать 5-й этап строительных работ по Вознесенскому храму.
17 апреля 2012 года в одном из помещений недостроенного храма, где был устроен молитвенный зал и установлены иконы, состоялось пасхальное богослужение мирянским чином, в котором приняли участие около 20 человек.
24 апреля 2012 года Представитель Русской Православной Церкви в Таиланде архимандрит Олег (Черепанин) обратился к пастве с призывом поддержать строительство Вознесенского храма на о. Самуи, в котором в том числе отмечал: «Возлюбленные, как показывают расчёты, дефицит бюджета строительства Вознесенского храма на Самуи, который будет крайне сложно закрыть без вашей помощи, составляет 6,000,000 бат (ок. 200,000 долл. США). Эти средства, если мы хотим построить храм, нужно собрать нам по-скорее, чтобы не остановить строительство и через то не удорожить его стоимость ещё больше».
27 сентября 2012 года на совещании, касавшемся хода строительных работ по возводимым на территории Таиланда православным храмам отмечалось, что строительство Вознесенского храма завершено на 85 %. Было принято решение внести изменения в проект и увеличить площадь непосредственно храма на верхнем ярусе. Иерей Данай (Даниил) Ванна уведомил присутствующих о дефиците средств на строительство Вознесенского храма в сумме 4 000 000 таил. бат (ок. 130 тыс. долларов).
8 января 2013 года иереем Алексеем Головиным, специально командированным Представительством Русской Православной Церкви на Самуи, в строящемся здании Вознесенского храма состоялась первая Литургия.
14 февраля 2013 года иерей Алексей Головин освятил восемь куполов с надкупольными крестами на храм и колокольню. После освящения начались работы по подъёму и укреплению куполов.
14 марта 2013 года комиссия администрации острова Самуи приняла в эксплуатацию и выдала регистрационное свидетельство на здание Вознесенского храма. При регистрации комиссия присвоила следующий почтовый адрес Вознесенскому храму: «127/245 Moo 3, Tamboon Maret, Mooban Banthung, Amper Ko Samui, Chanvat Surat Thani, 84140, Kingdom of Thailand».
5 июня 2013 года в храме был установлен иконостас. 8 июня 2013 года архимандрит Олег (Черепанин) посетил Вознесенский храм и констатировал, что готовность храма к началу богослужений и подтвердил, что лично возглавит торжества 13 мая, передал и. о. настоятеля нового храма иерею Алексею Головину антиминс, освящённый Патриархом Кириллом

### После открытия

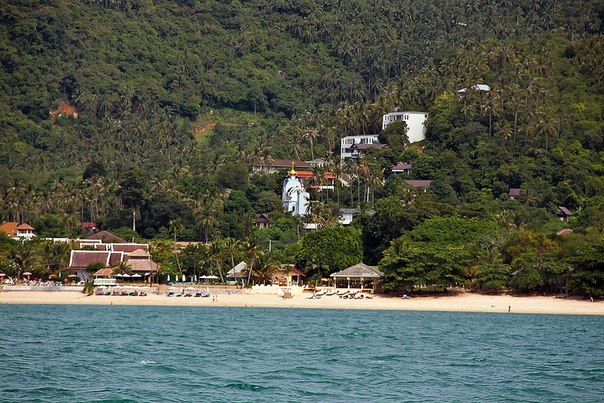
Вид с пляжа Ламай

13 июня 2013 года в праздник Вознесения Господня состоялось малое освящение храма и Божественная Литургия прошли, которые совершил архимандрит Олег (Черепанин). На торжества прибыли верующие из Бангкока, Паттайи и Пхукета. Местные жители-тайцы также пришли посмотреть православное богослужение. В территорию пастырской ответственности клира Вознесенского вошли три острова — Самуи, Пханган и Тао. В 2016 году на острове Пханган появился собственный православный приход.
1 сентября того же года при храме состоялось открытие Воскресной школы во имя святого преподобного Сергия Радонежского.
В декабре 2013 года иконописцы Евгений Выпов и Ольга Соловьёва из мастерской «Северный Афон» завершили трёхмесячные работы по росписи стен храма. Было выполнено пять фресок — Крещение Господне, Сошествие во ад, Проповедь апостола Фомы, Поклонение жертве и Иисус Христос вместе с Пресвятой Богородицей и святителем Николаем Чудотворцем. Художники выполнили роспись храма безвозмездно.
8 февраля 2014 года архиепископ Егорьевский Марк (Головков) совершил Литургию и молебен в Троицком храме на острове Пхукет и освятил новую звонницу. 9 февраля 2014 года архиепископ Егорьевский Марк совершил чин великого освящения храма Вознесения Господня на острове Самуи и Божественную литургию в новоосвящённом храме.
Священник Константин Пархоменко отмечал в 2015 году: «каждый год практически весь приход обновляется. Несмотря на это община живёт одной большой семьёй, все прихожане помимо служения занимаются какой-либо деятельностью — сайтостроением, преподаванием, переводами. Матушка Мария (регент по образованию) постоянно „вычисляет“ среди прихожан людей с хорошими вокальными данными и приглашает их в церковный хор, потом проводит спевки и репетиции. На Рождество Христово, Пасху и другие большие праздники все собираются на совместную трапезу». В начале 2018 году уже другой настоятель храма иерей Алексей Головин: отмечал: «наша церковь находится на острове, где живут тайцы, а русские люди и другие носители православной веры в большинстве своем прилетают сюда только во время туристического сезона. Соотечественники наши, хоть и проживают на Самуи, но их совсем немного. Есть те, кто приезжает сюда на всю зиму, чтобы провести её в теплом климате. Кто-то из них доходит до храма, кто-то не доходит. Но в любом случае, с каждым, кто оказывается в нашем храме, мы стараемся знакомиться, обмениваться контактами и, по возможности, поддерживать отношения. И если людей чем-то зацепил остров, запомнился храм, то большая вероятность, что они сюда ещё вернутся».

## Современное положение

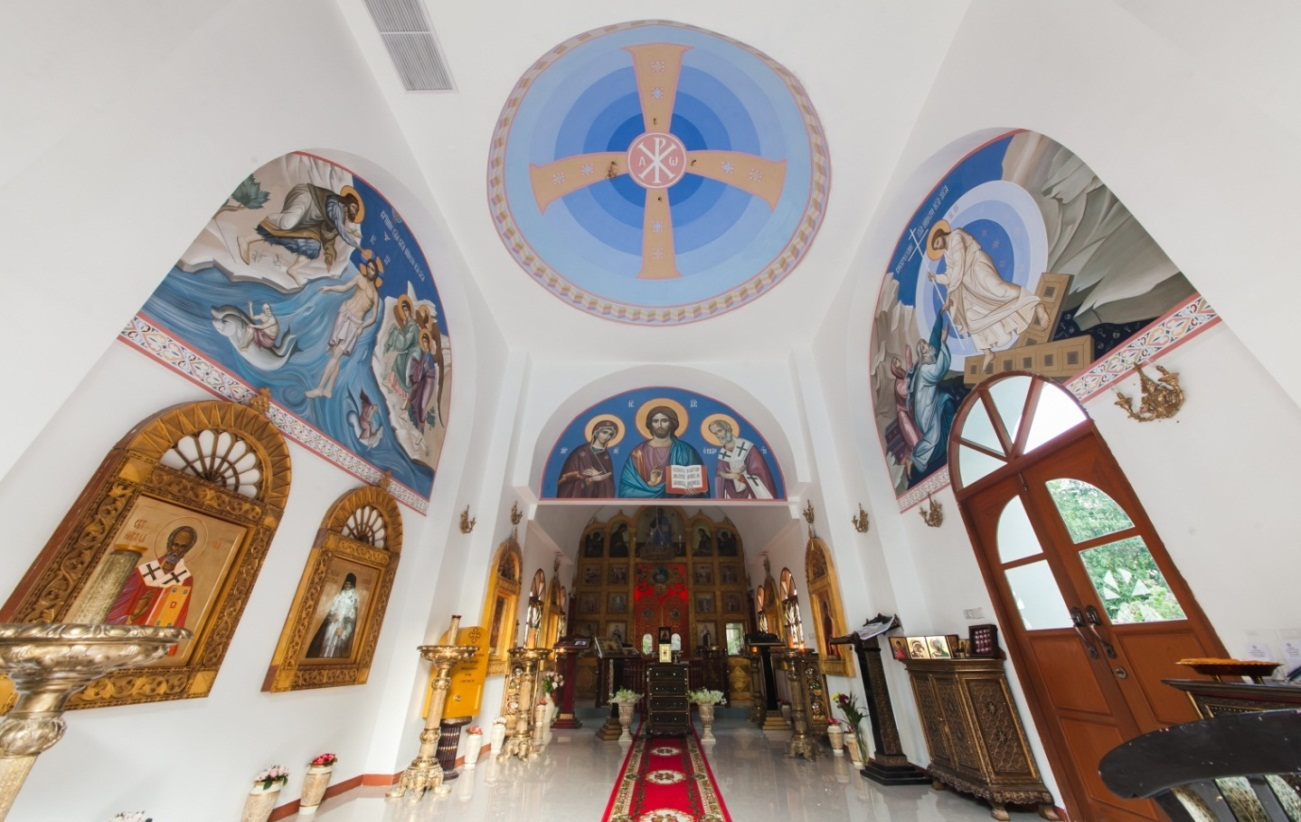
Фрески храма Вознесения Господня, о. Самуи

Храм расположен в западной части острова Самуи. Административно церковь располагается в районе Марет в одном из туристических мест под названием Ламай (Lamai). Белый храм с золотыми куполами гармонично вписан в горный ландшафт острова. С террасы храмы открывается вид на море и окрестности. Священник Константин Пархоменко так описал храм в 2015 году: «Сияющий белоснежными фасадами на фоне бескрайне высокого голубого неба, пятикупольный храм с золотыми и синими главками-луковичками возвышается в сени пальм на ярко-зелёном, поросшем буйной растительностью холме».
Богослужения в храме совершаются ежедневно в 9.00 и 17.00.
В храме находятся частицы мощей великого благоверного князя Александра Невского в ковчеге, преподобного Алексея Человека Божьего, а также икона с мощами святителя Иоанна Тобольского. Каждую среду и пятницу совершаются специальные молебны и акафисты перед этими святынями.
При храме устроен баптистерий для крещения взрослых, предусмотрены помещения для проведения приходских мероприятий.
Библиотека храма насчитывает более 300 наименований книг. Представлены книги, как христианской тематики, так и по истории России, классической литературе и книги для детей.